# Пожеревиці
Пожеревиці (рос. Пожеревицы) — присілок в Дєдовицькому районі Псковської області Російської Федерації.
Населення становить 400 осіб. Входить до складу муніципального утворення Пожеревицька волость.

## Історія
Від 2015 року входить до складу муніципального утворення Пожеревицька волость.

## Населення
| 2001 | 2002 | 2010 |
| ---- | ---- | ---- |
| 519  | ↘504 | ↘400 |